# Setaria chondrachne
Setaria chondrachne là một loài thực vật có hoa trong họ Hòa thảo. Loài này được (Steud.) Honda miêu tả khoa học đầu tiên năm 1930.